# Idiommata
Idiommata là một chi nhện trong họ Barychelidae.

## Các loài
Het geslacht kent de volgende soorten:
- Idiommata blackwalli (O. P.-Cambridge, 1870)
- Idiommata fusca L. Koch, 1874
- Idiommata iridescens (Rainbow & Pulleine, 1918)
- Idiommata scintillans (Rainbow & Pulleine, 1918)